# Guanajay
Guanajay es una ciudad y municipio de la Provincia de Artemisa, ubicado al centro de esta provincia. Guanajay fue una de las primeras poblaciones del occidente cubano, fundado en 1650 y llegó a ser una de las villas más prosperas de la región de Vueltabajo. En 1879, al fundarse la provincia de Pinar del Río era el núcleo urbano de mayor importancia económica y poblacional. 
Guanajay fue la cuna de Carlos Baliño, uno de los fundadores del Partido Revolucionario Cubano de José Martí y después del primer Partido Comunista de Cuba. Además de la ciudad cabecera pertenecen al actual municipio los asentamientos de Cayao, Jabaco, San Francisco, La Sierra, Cuatro Caminos, La Patricia, La Encarnita, La Paloma, Chacón, La Eficacia, Taberna Nueva y La Clarita.

## Historia

### Etapa colonial
Guanajay es un toponímico de origen siboney que significa "agua hay". El territorio de Guanajay formaba parte del cacicazgo de Marien, que se extendía de la costa norte a la sur, entre los cacicazgos de La Habana y Guaniguanico. La referencia documental más antigua que se ha encontrado en la que se menciona a Guanajay como corral mercedado por el Cabildo de La Habana corresponde al 21 de julio de 1623. Al hacer merced a Gaspar Pérez Borroto de los sitios Tahajaguas o Las Virtudes, San Andrés y San Marcos se señala que están junto a los corrales Guanajay y Jabaco.
Por otra parte, en las Memorias de la Sociedad Económica de Amigos del País correspondiente a 1847 aparece un trabajo de Tranquilino Sandalio de Noda donde se afirma: "El corral de Guanajay, antiguamente Guamuhaya, es indudablemente de los más antiguos de la Isla.
Alrededor de 1639 comenzaron a fabricarse junto al camino real de Vueltabajo, algunas casas que andando el tiempo vinieron a ser el núcleo poblacional de Guanajay. En 1688 el obispo Don Diego Avelino de Compostela ordenó la construcción de varias parroquias, entre ellas la de Guanajay, que fue construida en 1695 bajo la advocación de San Hilarión Abad. Ese mismo año se registraron los primeros bautizos realizados por el sacerdote Don Antonio Beiros y Pazos.
En síntesis, el surgimiento y desarrollo de la villa constituye un proceso largo. La jurisdicción de Guanajay llegó alcanzar en la primera mitad del siglo XIX al norte, el mar incluyendo el puerto de Mariel, al este, la jurisdicción de Santiago de las Vegas y de San Antonio de los Baños; por el sur la región de San Cristóbal; y al oeste la de Bahía Honda.
Actividades económicas fundamentales. Relaciones económicas del territorio con La Habana y el resto de la Isla.
Las primeras actividades económicas de los vecinos de esta región fueron la agricultura y la cría de ganado que desarrollaron los que vivían en el interior, mientras que los habitantes de las costas se dedicaron al comercio de contrabando y la construcción de naves. El puerto de Cabañas sobre todo, adquirió fama debido a algunas excelentes embarcaciones que en él se fabricaron. La agricultura inició un lento proceso de desarrollo. Se sembraba añil, caña y tabaco en pequeñas cantidades, así como también algunos frutos menores. Era notable la falta de brazos; aunque se introdujeran clandestinamente esclavos por los puertos de Bahía Honda, Cabañas y el Mariel.
Desde los primeros tiempos de la colonización existieron en esta zona grandes cortes de madera, destinada a las construcciones navales o enviadas a España donde, se emplearon en la construcción de distintas edificaciones de importancia que allí se hacían, entre ella el palacio de El Escorial.
A finales del siglo XVII (16 de agosto de 1781) por escritura otorgada ante Francisco Javier Rodríguez, Doña María Candelaria de Serna vendió a Don Domingo de la Barrera el corral Guanajay. A partir de esa fecha se inicia una aceleración evidente del desarrollo agrícola de la zona. En 1783 se estableció en la finca Belomé la primera añilería de la región.
Entre los ingenios más destacados que comenzaron a moler en esa época deben ser citados el de San Francisco de Borja, el San José, San Francisco de Asís, San Gabriel, Jesús Nazareno, San Juan Nepomúceno, nuestra Señora del Pilar y San Dimas, todos fundado bajo advocación de santos protectores, aunque su esencia no fuera otra que la del fomento de la riqueza a costa del trabajo y la muerte de cientos de esclavos que difícilmente lograban sobrevivir 15 años de trabajo. La fuerza de trabajo fundamental y prácticamente única de la jurisdicción durante esa época fue la del trabajo esclavo. Fue también notoria la falta de esos esclavos y los constantes reclamos de los hacendados para que se les permitiese introducir mayores cantidades de ellos.
Don Pedro de Estrada, uno de los más ricos propietarios de la zona, solicitó permiso del Intendente de Hacienda para introducir esclavos que se dedicarían a la agricultura en sus haciendas. Por Real Orden del 21 de marzo de 1754 se le otorgó permiso para introducir 300 piezas en embarcaciones españolas en que no tuvieran interés los extranjeros. De esos 300 esclavos podría quedarse Don Pedro sólo con 150 y los otros 150 tenía que venderlos con intervención de la Intendencia a otros hacendados necesitados de manos de obras.
Como se conoce la supremacía de España en los mares del Nuevo Mundo, fue fieramente disputada por ingleses franceses y holandeses, los que ejercieron el corso y la piratería para arrebatar por la fuerza a los españoles, las grandes riquezas que extraían de América.
En 1628 la flota española procedente de Honduras tropezó frente al puerto de Mariel con una escuadra holandesa mandada por Cornelius Jolls (a) Pie de Palo, quien la hostilizó obligándola a navegar muy cerca de la costa, hasta que finalmente y gracias a la ayuda que le envió el capitán general Lorenzo de Cabrera, pudo llegar al puerto de La Habana, con las consiguientes pérdidas. Puede afirmarse que durante la segunda mitad del siglo XVI y el siglo XVII se produjeron incontables combates y escaramuzas entre los españoles y los corsarios y piratas frente a las costas de esta jurisdicción. Sus principales puertos fueron asediados constantemente por los navíos enemigos que a veces esperaban las flotas procedentes del resto de América y otras esperaban momentos propicios para desembarcar y saquear lo que encontraban a su paso.

#### Construcciones militares, religiosas y civiles
En 1688 por orden del Obispo D. Diego Avelino de Compostela fue construida en Guanajay la primera parroquia con el nombre de San Hilarión de Guanajay. Estaba situada en el centro del camino de Vuelta Abajo, y su construcción coincidió con la demolición del corral Guanajay. En 1695 aparece registrado el primer bautizo por el cura D. Antonio Beiros y Pazos.
En 1723 el dueño del Corral El Cano cedió una caballería de tierra para la construcción de una iglesia, que en 1730 fue declarada Tenencia de la parroquia de Guanajay.
Aparte de las construcciones religiosas cuya finalidad era naturalmente la de ofrecer auxilio espiritual a los moradores de la zona, no aparecen notificadas otras construcciones civiles de importancia. Como anteriormente se ha señalado, en estos primeros años el desarrollo económico fue lento, lo que sin dudas guarda mucha relación con el hecho de que no se realizaran importantes construcciones civiles.

#### 1700 - 1790. Economía de consumo y régimen de plantación
El desarrollo de la agricultura y el fomento de nuevos ingenios continuó, y en 1796 surgió el poblado de Herradura con 70 caballerías de tierra, propiedad del Conde de la Reunión. También en los alrededores de Cabañas surgieron los ingenios La Encrucijada y San Ignacio del Rubí, con 60 caballerías de tierra cada uno.
En 1763 como resultado de la paz de Versalles, se restituyó a España la plaza de La Habana y demás territorios cubanos que habían estado bajo ocupación inglesa. De inmediato, las nuevas autoridades españolas preocupadas por el temor de un nuevo ataque de enemigos, y recordando que en el puerto del Mariel habían encontrado los ingleses un asilo amplio, seguro y cercano a La Habana, estudiaron la posibilidad de cercar dicho puerto.
El centro de todas las autoridades de la jurisdicción radicaba en Guanajay y era detentado por un Capitán de Partido, que tenía como auxiliares en otros lugares donde la agrupación de vecinos lo requería, a otros funcionarios subordinados a él. Así por ejemplo había en Mariel un teniente con residencia en Guajaibón, mientras que en Guayabal existía un capitán Juez Pedáneo. Ese capitán de Partido se subordinaba a su vez a la Capitanía General de la Isla y recibía órdenes directamente de La Habana.

#### 1790 - 1840. Surgimiento y desarrollo de la esclavitud
Como ya se ha expuesto anteriormente, a partir de 1790 se produjo el gran despliegue económico de la jurisdicción, apoyado fundamentalmente en el cultivo de la caña y el café. Este último cultivo llegó en 1799 a la zona procedente de San Antonio de los Baños, donde el Marqués de Monte Hermoso lo había fomentado trayendo a algunos colonos franceses que huyeron de Haití a raíz de la Revolución.
En 1804 ese despliegue económico se vio favorecido por el establecimiento del régimen de libertad absoluta para el tráfico de negros esclavos, lo que garantizó la entrada de mano de obra necesaria para el desarrollo de grandes plantaciones cañeras y cafetaleras.
Por todas partes se fomentaron ingenios, cafetales, colmenares, añilerías, sitios de labor y potreros de crianza. Continuaron fomentándose nuevas poblaciones como Puerta de La Güira, que surgió hacia 1806 debido fundamentalmente al avance del cultivo del café.
La rica zona ubicada al sureste de la villa de Guanajay se vio favorecida por la atención especial, que el entonces Intendente General de hacienda Don Francisco de Arango y Parreño le dedicó. Hizo en 1810 el primer reparto de tierras de lo que luego constituiría el núcleo de Artemisa, conocido durante muchos años por San Marcos, Patrón de su iglesia, y cuya fundación se debió a un trágico accidente ocurrido en una barriada de La Habana. Ante tal suceso las autoridades determinaron trasladar a los vecinos de ese lugar aprovisionándolos con lo imprescindible para rehacer sus vidas en un nuevo poblado: Artemisa.
En cuanto al pueblo de Guanajay, a principios de 1812 contaba ya con 340 casas, muchas de las cuales eran de mampostería y tejas, una iglesia también de mampostería, y con una población de 3700 habitantes. Poseía los siguientes establecimientos: 3 panaderías, 21 pulperías, 3 posadas, 4 mesones 2 boticas, 3 barberías, 2 platerías, 4 herradurías, 23 tabaquerías, 1 carpintería, 1 talabartería, 2 tabernas, 7 ferreterías, 1 chocolatería, 1 tejar y 1alambique. La zona rural por su parte contaba con 880 casas, habitadas por 870 familias, que sumaban un total de 12 200 personas distribuidas principalmente en 64 ingenios, 62 cafetales y 40 colmenares.
El auge adquirido por los ingenios de azúcar y los cafetales le dieron tal preponderancia industrial y comercial a la jurisdicción que se consideró a Guanajay zona especializada en estas ramas.
En el propio año 1817 los hacendados de los alrededores de Guanajay solicitaron a las autoridades superiores, que se habilitase el puerto del Mariel para el comercio. El 20 de octubre del mismo año la junta de Fomentos recoge dicha petición por considerarla muy útil y convincente, opinando por unanimidad recomendar a Su Majestad su aprobación.
A principios de 1819 el Intendente General de hacienda Don Alejandro Ramírez escribió al Rey Fernando VII informando favorablemente la solicitud de los hacendados de Guanajay para que se habilitara el puerto de Mariel con vistas a utilizarlo para la exportación de sus frutos.
Las contradicciones de clase que ya existían en el seno de la sociedad de la época y que tenían como centro por un lado a los peninsulares y por el otro a los criollos se vieron agudizadas a partir de los movimientos políticos que agitaban a la metrópoli y que no podían dejar de tener repercusión en Cuba. Al calor de la implantación del constitucionalismo en la Metrópoli en 1813, tuvo Guanajay su primer ayuntamiento formado por un alcalde (Don José de Córdova) seis regidores y un síndico. En 1814 al regresar España al régimen absoluto se suprimió el ayuntamiento creándose de nuevos la Capitanía Pedánea. Hacia 1820, al establecerse en España el Régimen Constitucional, en la isla la administración sufrió cambios.
En Guanajay se creó un nuevo ayuntamiento y se convirtió a este pueblo en cabeza de Partido con un juez de Letras (Don Manuel Suárez).
Al establecerse el régimen absoluto fueron suprimidos los ayuntamientos, no obstante la gran simpatía de que gozaban como forma administrativa. Con la vuelta al régimen constitucional en el propio 1820 se restablecieron los ayuntamientos. Este método provocó un enorme júbilo entre los criollos y fue motivo de festividades en el pueblo.
Al amparo del régimen constitucional, el ayuntamiento de Guanajay acometió obras de importancia tales como el empedrado de las calles, mientras la relativa libertad de que gozaba el país permitió el surgimiento de las logias masónicas. En el pueblo de Guanajay se estableció la logia denominada Esencia Filantrópica y en Artemisa otra nombrada La Amabilidad.
Tampoco escapó Guanajay a las conspiraciones que durante la primera mitad del siglo XIX se sucedieron en Cuba. Más bien pudiera afirmarse que estuvo en el centro de esos movimientos.
A principios del año 1822 se iniciaron en el pueblo los trabajos de la famosa conspiración de "Los Rayos y Soles de Bolívar". Por esa época trajeron de Pinar del Río, preso y escoltado por tropas de la Compañía Fernando VII al licenciado Don Martín Mueses, Juez de letras de aquella población, que venía encausado como revolucionario. Dejado en libertad, se dedicó en unión del alcalde guanajayense Don José Ma. Valdés, de Don Juan de la Torre, Antonio Luis Somodevilla, Francisco Villavicencio y otros, a iniciar labores para independizar a Cuba de España y establecer una república que habría de llamarse Cubanacán. El Gobierno Central de esta conspiración radicó en La Habana y su jefe máximo fue José Francisco Lemus.
El entusiasmo con el que actuaron los conspiradores de Guanajay fue tal que, olvidando toda prudencia hicieron iniciaciones en la conspiración a la vista de todos. Algunas fueron realizadas en el lugar conocido como La Poza, sitio del río Capellanía situado junto al pueblo donde se bañaban los hombres; llegando con razón a decirse que algunas iniciaciones se habían efectuado sobre la mesa del alcalde en la sala capitular. En su afán de proselitismo llegaron a incorporar a jóvenes de 19, 16 y hasta de 14 años de edad.
En el mes de junio de 1822 un individuo nombrado Francisco Lamadrid denunció verbalmente ante el Juez de Letras Don Manuel Suárez, las iniciaciones casi públicas que se estaban haciendo. Dos o tres más realizaron denuncias por escrito, pero el juez pretextando que se encontraban inconclusas las remitió al Capitán General de la Isla Don Nicolás de Mahy y Romo, quien procuró hacer investigaciones antes de proceder contra los conspiradores, puesto que desde julio de 1821 tenía conocimiento de la existencia del movimiento.
En octubre de 1822 ya se encontraban listos los conspiradores para dar el Grito de Independencia y solo esperaban las órdenes que debían llegar de La Habana. Públicamente se decía que en el cafetal del alcalde José Ma. Valdés había guardados unos 400 fusiles con sus respectivos cartuchos.
A principios de mayo de 1823 tomo posición de la Capitanía General Don Francisco Dionisio Vives, quien de inmediato puso en práctica cuantas medidas estimó pertinentes para conocer los planes de los conspiradores. Ante las proporciones que la conspiración tenía en Guanajay, Vives ordenó al coronel José Coppinger dirigirse hacia la villa para proceder a las investigaciones.
El 23 de diciembre de 1824, la sala de lo Criminal de La Habana dictó sentencia contra los principales complotados, siendo por Guanajay los más destacados José María Valdés y Juan de la Torre, sancionados a la pena de 1500 pesos de multa cada uno.
Algunos años más tarde estalló otra conspiración llamada del Águila Negra, en la que también figuraban guanajayenses, aunque no tuvo esta ni la extensión ni la envergadura de la anterior. Los principales acusados de la jurisdicción fueron Don Manuel Abreu y Mateo Somellán.
A la vez que se descubrían las conspiraciones, estallaban nuevas sublevaciones de esclavos. En noviembre de 1829 se insurreccionaron las dotaciones de los cafetales Tentativa, Cupido y La Reunión, situados en Puerta de la Güira. Estas sublevaciones fueron sofocadas con facilidad.
Con fecha 18 de septiembre de 1833 el Diario de La Habana dio a conocer que el Consejo de Guerra de la Comisión Militar Ejecutiva Permanente, en la que figuraba como fiscal Don Tomás de Salazar, dictó sentencia de muerte contra los esclavos Pedro El Carretero, Gonzalo Mandinga, Eusebio y Luis Gangaes Pascual, Romualdo, Atilano y Hermenegildo Lucumíes, los cuales fueron fusilados por la espalda el día 12 de septiembre y en el mismo lugar donde se sublevaron y colgaron sus cabezas en sitios y fincas inmediatas ante las dotaciones de esclavos a modo de escarmiento.
De ese modo concluyó una de las mayores sublevaciones de que se tiene noticias en la jurisdicción. Estalló el 13 de agosto en el cafetal El Salvador, cuya dotación era de 375 esclavos, y se extendió por los cafetales Sandino y Catalina, y por los ingenios El Fénix, Germán y San Juan Nepomuceno, este último propiedad del acaudalado Coronel Juan Estrada. "El Salvador" era la segunda finca cafetalera de la isla sólo superada por Angerona también perteneciente a la jurisdicción, según apunta Francisco Pérez de la Riva en su libro "El Café, historia de su cultivo y explotación en Cuba".
En agosto de 1851 el capitán general Don José de la Concha recibió urgentes noticias de que una expedición de Narciso López, líder del Anexionismo se encontraba desembarcando en la costa norte de la jurisdicción de Guanajay. De inmediato el general Concha movilizó hacia la zona del desembarco una gran fuerza militar bajo el mando del general Ena, compuesta por 7 compañías.
Rápidamente partió de Guanajay una columna de 4 compañías y 150 caballos. A las fuerzas mencionadas fueron uniéndose otras que salieron desde diversos puntos de la jurisdicción para combatir a López y a sus seguidores. Se formaron además guerrillas compuestas fundamentalmente por campesinos que se unieron a los españoles con el mismo fin. Finalmente López fue hecho prisionero en el lugar conocido como Pinos de Rangel y trasladado el 30 de agosto de 1851 a Guanajay.
En su libro "Páginas" el gran patriota guanajayense Joaquín Nicolás Aramburu describe la llegada del exgeneral venezolano y sus captores al pueblo. De allí se le trasladó a Mariel y luego a La Habana donde se le formó Consejo de Guerra el día 31 y se le condenó a muerte. La sentencia fue cumplida el 1 de septiembre del propio año 1851.
En 1803 se fundó la primera escuela en Guanajay. Su fundadora y primera maestra fue María de los Ángeles Gallardo de Betancourt hija de españoles radicada en la Florida, que decidió establecerse en esta villa al perder España aquel territorio. El terreno para la construcción de la escuela fue donado por la condesa de Jibacoa.
En 1821 la propia condesa creó el Instituto de Educación San José cuyo primer director fue Don Rafael Vida. Este centro de enseñanza recibió niños de ambos sexos y funcionó por más de 20 años para su creación y mantenimiento la condesa donó 50 solares y remitía cantidades de dinero mensuales.
María de los Ángeles Gallardo de Betancourt fue la madre de José Victoriano Betancourt nacido en 1813 en esta villa, quien llegó de ser el primer escritor costumbrista cubano y connotado patriota. El crecimiento acelerado de la población exigía la existencia de centros de enseñanza. En 1821 fue fundado por la condesa de Jibacoa el Instituto de Educación San José, cuyo primer director fue Don Rafael Vida.
En 1831 surgieron escuelas en Puerta de la Güira, Artemisa y Las Mangas. Por toda la proliferación de escuelas en la jurisdicción, la Junta de Instrucción Rural de Guanajay mereció elogios de la Sección de Educación de la Real Sociedad Patriótica.
En ese mismo año Doña María de los Santos Gallardo y Ruíz de Medina fundó una escuela elemental, que no fue la primera en funcionar, pues ya en esa fecha Don Mariano Nuzet dirigía una similar.
En 1839 en su "Excursión a Vuelta Abajo" el gran escritor cubano Cirilo Villaverde describe a su paso por Guanajay la grata impresión que dejó en él la bonanza económica y la gran urbanidad observadas en el pueblo.
El proceso socioeconómico por el que va atravesando la jurisdicción de Guanajay y que está naturalmente imbricado al propio proceso que tuvo lugar en toda Cuba, permite afirmar que hacia finales de la primera mitad del siglo XIX existía ya una total diferenciación entre los criollos, que tenían bien definidos sus intereses económicos y de clase, y los peninsulares.
El natural desarrollo de los criollos, su forma de pensar ya como cubanos y no como peninsulares y la rémora que los representantes de la Metrópoli, dueños del poder político significaban para las libertades económicas, comerciales y también políticas que tanto deseaban y necesitaban para su total realización, se va acrecentando cada vez más. El abismo que se abría entre Cuba y España se hacía insalvable en la medida en que la Metrópoli de manera torpe y empecinada, se negó a reconocer que en la Isla existía ya un elemento nuevo, pujante e inteligente que había perfilado una nacionalidad propia, una cultura que se acrecentaba cada día, en la que el despotismo colonial no tenía reservado ya ningún futuro.

#### 1840 - 1868. Decadencia del sistema esclavista
Durante el período que media entre 1840 y 1868 la riqueza de la jurisdicción creció; y fue tanta su preponderancia, sobre todo en Guanajay, que en 1858 se comenzó a estudiar la posibilidad de crear una capitanía rural, lo que se materializó al año siguiente, designándose para ese cargo al teniente Tomás Tirado Barrios, y se dividió el partido en 4 cuartones denominados San José, San Francisco, Santa Ana y Cabriales.
A todo ese desarrollo había contribuido de modo importante la llegada del ferrocarril a Guanajay, el 1.º de agosto de 1849. Esto, sin dudas, significó un enorme salto cualitativo en el ya acelerado proceso económico jurisdiccional. Su consecuencia más inmediata fue la alarmante disminución del comercio marítimo por el puerto del Mariel, pues los hacendados comenzaron de inmediato a usar la nueva vía de comunicación de que disponían para trasladar sus frutos hacia La Habana.
En virtud de ese desarrollo económico cultural que había convertido a Guanajay en una de las zonas más prósperas del país, se fundó el 4 de marzo de 1850 una filial de la Sociedad Económica de Amigos del País, por gestión de Tranquilino Sandalio de Noda. Esta institución devino centro de reunión de los elementos más cultos dentro de la aristocracia, por supuesto, y sus objetivos fueron los de promover la agricultura y el comercio, la crianza de ganado y la industria, y ocuparse de la educación e instrucción de la juventud, según establecían sus estatutos.
A mediados de 1853 el profesor José Luis Casaseca realizó en el ingenio "San Francisco", uno de los más grandes y prósperos de la región, una serie de ensayos con cal y con una sustancia inventada por el químico prusiano M. Stollé nombrada ARCANUM, a fin de obtener azúcar blanca, capaz de competir con éxito frente al azúcar refino inglés. Esos ensayos fracasaron.
El 25 de marzo de 1866 se llevó a cabo en Guanajay una importante reunión cuyo objetivo era el de elegir al Comisionado que iría a Madrid en representación de la jurisdicción para acordar las bases en las que debían fundarse las leyes especiales que se presentarían a las Cortes para el gobierno de la Isla. Resultó elegido el Licenciado en Derecho Antonio Rodríguez Ojea, quien formó parte de la representación de Vuelta Abajo a la Junta de Información. Esta organización figuró en el grupo de avanzada en el seno de la Junta, pues fue partidario de cambios radicales en el régimen de dominio.
La burguesía representativa de una jurisdicción con más de 23 mil esclavos no podía en modo alguno estacionarse o retroceder ante las evidencias de una industria azucarera que sufría ya una profunda transformación ante el incontenible avance de la maquinaria. No ver con objetividad el profundo abismo que se abría entre los miles de esclavos que poseían y la creciente tecnificación de la producción de azúcar hubiera significado su ruina total.
Por otra parte, a la suspicacia de los propietarios de ingenios no escapaban las ventajas que podían tener la contratación de trabajadores asalariados con respecto a la mantención de grandes dotaciones de esclavos. Por una parte podía contratar cada año de acuerdo a las perspectivas que cada zafra ofreciese, la cantidad indispensable de mano de obra. Y por otro lado, tenían en sus manos un enorme arsenal donde conseguir brazos a precios ínfimos, pues existían en Cuba miles de negros libres que no sabían de otras labores que no fueran las de los cañaverales, y obligados por las condiciones de indigencia en que vivían realizaban exhaustivas jornadas por salarios irrisorios.
Esa fue la posición adoptada por la burguesía guanajayense ante la Junta de Información. Fueron partidarios de la abolición de la esclavitud; naturalmente que para no afectar las grandes sumas invertidas en las dotaciones, propugnaron un abolicionismo gradual y con indemnización.
Al calor de la crisis del tráfico negrero, y al producirse la lógica disminución de brazos para el corte y el tiro de la caña, surge la idea de contratar colonos chinos. El 29 de julio de 1847 arribó a Cuba la fragata española "Oquendo" que condujo los primeros 206 chinos a la isla. Aunque su condición jurídica era la de contratarlos, fueron sometidos a un régimen de explotación muy similar al de los esclavos africanos.
A Guanajay no le fue ajena esta nueva modalidad del trabajo contratado así como tampoco estuvo excluida la jurisdicción de la rebeldía de los culíes chinos ante las duras condiciones laborales, y la reclusión de tipo carcelario en que se les mantuvo.
Como consecuencia de esos malos tratos en 1849 se produjo en el ingenio "Santa Isabel" de Cabañas, una sublevación de asiáticos. Más tarde, en 1862, fueron ejecutados 4 chinos acusados de bandolerismo en la plazoleta del Cuartel "San Carlos" de Guanajay.
Otra de las formas en que reaccionaron los culíes contra el sistema férreo que les fue impuesto, fue la del suicidio, lo que fue hipócritamente justificado por los patrones, alegando que esa drástica determinación era derivada de la nostalgia de su tierra natal y las dificultades idiomáticas.
Fueron Guanajay y Cabañas los dos lugares de la jurisdicción donde hubo mayor concentración de chinos. En 1864 el Gobierno Imperial de la China envió a Cuba una comisión presidida por el culto aristócrata Chin-Lan-Pin, cuya misión era la de investigar la veracidad de informes recibidos sobre las inhumanas condiciones en que vivían sus coterráneos en la isla. Este diplomático visitó varios lugares, entre ellos a Guanajay, sitio donde se había apoyado mucho el proyecto de inmigración de chinos, tal vez con la esperanza de que estos pudieran ir dando solución a la crisis del régimen esclavista. Al finalizar el año 1865 existían en Guanajay 1 072 culíes chinos, según censo de población efectuado en esa fecha.
A mediados del siglo XIX las contradicciones colonia - metrópoli se habían agudizado de modo alarmante en la jurisdicción. Poco después del apresamiento y muerte de Narciso López, fue detenido en Puerta de la Güira el Licenciado Juan José Turbiano quien había sido acusado de infidencia. Le fueron ocupando pistolas, sables y alguna pólvora.
En el propio mes de agosto José Montiel y Juan Esteban Valdés, pardos libres vecinos de Cabañas fueron acusados de proferir expresiones impremeditadas contra el Gobierno, por lo cual fueron detenidos.
Al comenzar 1852 se inició una nueva causa de infidencia contra José de Jesús y Antonio Ortega, acusados de sostener conversaciones subversivas. Fueron condenados a 6 meses de presidio.
A mediados del propio 1852 se descubrió en La Habana la llamada conspiración de Vuelta Abajo. En ella estaba comprometido el Conde de Pozos Dulces, dueño del cafetal Bristol situado en Artemisa, en el cual sostuvo distintas conferencias con otros comprometidos en la conspiración. En el cafetal "La Merced" de Juan González Álvarez, situado en Candelaria, fueron hallados 73 carabinas, 6 fusiles de chispa, 36 con bayonetas y 19 pistolas.
Como consecuencia de esas actividades fue condenado a muerte el propio González y otro infidente nombrado Luis Eduardo del Cristo. Esas sentencias les fueron conmutadas con posterioridad. Otros conspiradores sufrieron destierro y cárcel. El 26 de febrero de 1868 visitó Guanajay el capitán general Francisco Lersundi y Ormaechea, quien fue recibido con grandes fiestas. Nada debe haberle hecho sospechar el intenso malestar que se ocultaba a sus ojos tras los arcos y banderas que en su homenaje engalanaron la villa.

#### 1868-1886. Crisis del esclavismo y Guerra
El panorama económico de la jurisdicción al estallar la Guerra de los Diez Años no difería del que venía presentando desde décadas atrás. Bonanza económica sustentada fundamentalmente a partir del desarrollo de la industria azucarera y el comercio en función de ese desarrollo. Vías de comunicación con La Habana que otorgaban situación de privilegio, y un desarrollo social acelerado en el que coexisten al unísono el esclavo y el obrero asalariado.
Al estallar la Guerra de los Diez Años en "La Demajagua", los reflejos de ese incendio llegaron a la jurisdicción de Guanajay con anterioridad se ha explicado el proceso concientizador que venía teniendo efecto en esta zona, y que demuestra la existencia de un elemento numeroso partidario de la independencia de Cuba.
Al conocer del inicio de la guerra, los guanajayenses realizaron varios intentos de hacer estallar la Revolución en esta parte del país. Todos, sin embargo fueron descubiertos y aplastados por el gobierno. La proximidad con la capital, el fácil acceso desde la mismo, y la estrecha vigilancia impuesta sobre los sospechosos de infidencia y simpatizantes con la independencia fueron factores determinantes en el fracaso de los movimientos insurreccionales.
Cuando desde la capital llegaban a la jurisdicción hombres desconocidos o sospechosos; de inmediato eran detenidos e incomunicados. En muchas ocasiones casi al unísono de los independentistas, llegaban desde La Habana los avisos y señas para su captura. En virtud de eso fueron creados nuevos batallones de voluntarios y armados adecuadamente para perseguir en conjunto con las tropas regulares a los que pretendían alzarse en armas.
El 15 de noviembre de 1868 fueron encontrados 2 cerones llenos de fusiles que llegaron en el tren hasta Candelaria, y que evidentemente según las autoridades iban dirigidos a Don Gregorio González enemigo del gobierno. Se inició una investigación que puso al descubierto un movimiento tendiente a la sublevación. Fueron hechos prisioneros Manuel Vigoa Collazo, dueño de la finca "El Pedregal", y sus hijos Julio, José, Luis y Antonio Vigoa Borges, José García Simancar, Antonio María Pérez y los morenos libres Juan y Matilde Piñero Hernández, todos los cuales aparecieron complicados.
A finales de noviembre se sublevaron los chinos de la dotación del ingenio Zayas, hiriendo al mayoral; pero fueron rápidamente sometidos.
Al comenzar 1869 existía un estado de ánimo evidente a favor de la insurrección. Surgió un nuevo proyecto de alzamiento que tuvo su nacimiento en San Antonio de los Baños, y abarcó distintos lugares de la región. Los conspiradores lograron introducir armas en la jurisdicción valiéndose de los empleados del ferrocarril. Los conspiradores de San Antonio se hallaban en contacto con los de Guanajay por medio de José de Las Mercedes Ramos, José Fernández Martínez, Serafín Izquierdo y Miguel de La Nuez.
Al frente del proyecto en Guanajay se hallaban el alcalde Don Julián Sánchez, el cura párroco Pbro. Eduardo Sabás Valdés, el Anotador de Hipotecas Licenciado Francisco Sánchez Lubián, el educador Félix María Calvo, Carlos Baliño (padre) y muchos otros.
Envalentonados por los sucesos del Teatro Villanueva en La Habana, los voluntarios de Guanajay señalaron con una cruz roja durante la madrugada del 31 de enero, las puertas de las casas de aquellos guanajayenses que la opinión pública señalaba como dirigentes de la sublevación en la villa. Como entre las casas marcadas se encontraban las de algunos importantes ciudadanos no comprometidos en la conspiración y fervientes partidarios del régimen español, las investigaciones que dispuso el Teniente Gobernador fueron cerradas y archivado el caso.
Sin embargo, en la noche del 6 al 7 de febrero fueron detenidos Félix María Calvo, Ramón Valle, José Carlos Baliño, Francisco Sánchez Lubián y Santiago Valle. El día 8 se detuvo a Francisco Díaz Sotolongo, el 11 a Diego José de Riva, el 13 a Ramón Posada y el 14 a José Valle. El 15 de febrero los detenidos de Guanajay y los de Mariel fueron trasladados a La Cabaña donde permanecieron hasta el 21 de marzo en que salieron deportados en el vapor San Francisco de Borja hacia la isla de Fernando Poo junto a otros.
A los deportados les fueron embargados todos sus bienes se creó para ello una Junta de Vigilancia de Bienes embargados formada por 11 guanajayenses. Los bienes embargados a José Carlos Baliño quedaron bajo la vigilancia de Ángel Astiazaraín y los de Santiago Valle bajo la de Bernardo Pérez. En la villa continuaron siendo estrechamente vigilados un grupo de simpatizantes con la independencia, entre los que estaba Francisco Valdés Ramos, ejemplar educador y patriota guanajayense.
El 24 de junio de 1875 desembarcaron en Baracoa al norte de la jurisdicción 17 jóvenes, en su mayoría estudiantes procedentes de La Habana, cuyo propósito era el de insurreccionar a Vuelta Abajo. En cuanto tuvo noticias de los insurrectos, el Teniente Gobernador de Guanajay dispuso la salida de la Guardia Civil de Mariel y Cabañas y los voluntarios de Chacón y Jobo. Él por su parte salió con todo la fuerza montada de que pudo disponer, mientras desde La Habana le enviaban más recursos para contribuir al pronto exterminio de la partida insurrecta.
El día 25 fueron alcanzados en el ingenio San Nicolás en Cayajabos, y aunque se defendieron bravamente contra tropas muy superiores en números, fueron dispersados resultando muertos 3 de ellos. Otros 5 cayeron prisioneros y fueron sometidos a consejo de guerra verbal, que los condenó a muerte, lo que, después de consultar al Gobernador Superior Político, se ejecutó a las 7:00 a. m.. del día 26 en el batey del propio ingenio San Nicolás. El resto de la partida logró huir hacia las montañas y encontró refugio allí. Más tarde lograron llegar disfrazados hasta Guanajay donde tomaron el tren para La Habana.
A principios de 1877 en los alrededores de Las Mangas apareció un grupo de insurrectos que durante algún tiempo tuvieron en jaque a las fuerzas españolas de Cayajabos, Artemisa y Puerta de la Güira, hasta que acosados, se dispersaron y escondieron sus armas. Alma de este intento lo fue el patriota Domingo Collazo.
Durante los meses de marzo y abril fueron cayendo en poder de las autoridades de Guanajay numerosos miembros de esa partida insurrecta, los que fueron trasladados con posterioridad a La Habana y puestos a disposición del Gobernador General.
Con posterioridad a la paz del Zanjón, el General Martínez Campos decidió hacer una nueva distribución administrativa, quizás en la creencia de que la guerra había sido solo una manifestación de los egoísmos de los cubanos. Dispuso la creación de 6 provincias y la división de las antiguas jurisdicciones en multitud de ayuntamientos que, en su inmensa mayoría, carecían de fuentes de riqueza para su sostenimiento.
Tal fue el caso de la jurisdicción de Guanajay, que en agosto de 1878 fue desmembrada, y se crearon en su antiguo territorio los ayuntamientos de Artemisa, Cabañas, Cayajabos y Guayabal, disponiéndose además que en el mes de diciembre se celebraran elecciones para designar los alcaldes y concejales de los nuevos organismos creados. Los funcionarios electos debían tomar posición el 1 de enero de 1879.
Esta nueva división político-administrativa marca el inicio de la decadencia de Guanajay, cuyo territorio quedó reducido al antiguo corral de su nombre. El inmenso territorio poblado de ingenios, cafetales y haciendas dejó de pertenecerle con el consiguiente resquebrajamiento de su riqueza y poderío económico. En 1879, al calor de la nueva organización administrativa, la población se divide en dos distritos, el norte y el sur, que tenían por línea divisoria la calle real de San Hilarión. Al frente de cada distrito fue nombrado un teniente alcalde o un alcalde de barrio.
El 7 de octubre de 1886 fue firmada la Real Orden suprimiendo definitivamente la esclavitud en Cuba. A partir de esa fecha los casi 10 000 esclavos que existían en lo que había sido Jurisdicción de Guanajay se convirtieron en hombres libres e ingresaron en el gran grupo de obreros agrícolas e industriales del sector azucarero fundamentalmente. Acababa de verificarse su paso de la explotación esclava a la explotación capitalista. Al principio el elemento ex-esclavo no logró un nivel de ocupación laboral pleno y constituyó el ejército de reserva de los obreros agrícolas.
En 1871 surgió un nuevo órgano de prensa, esta vez “El Entusiasta” que se sumó a “El Gato de Guanajay”. En 1872 se instalaron líneas telegráficas entre Guanajay, Mariel, Cabañas, Bahía Honda y las Pozas. En 1877 surgió el periódico "La Lealtad" y en 1879 fueron fundados dos colegios para niños de color. En 1882 se inició la publicación de la revista “La Escoba”. Al año siguiente surgió el periódico “La Abeja”.
Comenzaron además sus publicaciones “La Idea” y “Luz de Occidente”, otros dos periódicos locales. Finalmente para 1886 surgieron “El Eco”, “El Progreso”, “El Criollo” y “La Luz”, este último alcanzó gran relevancia gracias a la presencia en él de Joaquín Nicolás Aramburu quien con su gran talento y sus ideas patrióticas caracterizó esa publicación.
Como podrá apreciarse vieron la luz numerosos periódicos en ese período y aunque muchos tuvieron efímera existencia constituyeron eslabones en la sólida cadena cultural de Guanajay.

#### 1886-1898. Reinicio de la guerra y la injerencia imperialista
La vida económica de Guanajay había sufrido hacia 1886 un rudo quebranto. Al desmembramiento territorial que la había privado de su inmenso territorio poblado de ingenios, se veía ahora un acelerado proceso de concentración de la producción azucarera. Ello produjo una drástica disminución en los ya pocos ingenios que le quedaban.
El inicio de la guerra del 95 fue recibido en Guanajay con inmenso regocijo. El 24 de febrero se celebraba un baile en el Centro Progresista, lugar de reunión de los cubanos de la villa. La noticia del estallido revolucionario circuló inmediatamente entre los bailadores que la comentaron con alegría, y puede afirmarse que al final del baile la fiesta fue en honor de la revolución. Al iniciarse 1896 el Gobierno declaró en estado de guerra la provincia de Pinar del Río e inmediatamente se dictaron disposiciones para la defensa de las poblaciones.
El día 5 de enero mientras eran conducidas hacia Guanajay 80 000 balas destinadas a los voluntarios, el teniente de infantería, a cuyo cargo venía el material bélico, supo a su paso por San Antonio de los Baños la noticia de que las tropas de los generales Gómez y Maceo habían penetrado en Ceiba del Agua.
Al día siguiente, mientras las tropas invasoras tomaban el pueblo de Hoyo Colorado, a 14 km de Guanajay, los españoles detenían en el pueblo a 40 cubanos bajo sospechas de rebelión. Eran en su mayoría campesinos y fueron puestos a disposición del Juez Instructor Militar Antonio Bastroli.
El día 7 de enero se encontraron al mediodía en el límite de los términos de Ceiba del Agua y Guanajay cerca de una bodega nombrada Chicharrón, las tropas de Máximo Gómez y las del general García Navarro y el coronel Arizón sostuvieron un furioso combate hasta que los cubanos decidieron retirarse hacia las lomas de Armenteros.
El comandante militar de Guanajay Martínez Lacoste ordenó requisar caballos para sus tropas obteniendo una cifra de 142 y adquirió una casa para socorro de los soldados españoles.
Se continuaron las detenciones de todos aquellos ciudadanos que por algún motivo se hicieron sospechosos. El 8 de enero las tropas de caballería que salieron a su habitual recorrido por las fincas situadas a los alrededores de la población, regresaron en desenfrenado galope. Pocos minutos después los alarmados habitantes de Guanajay tuvieron respuesta de tal conducta. A un km del pueblo pasaba la Columna Invasora comandada por Maceo, llevando en alto sus machetes. Desde balcones y techos presenciaron los guanajayenses aquel desfile incontenible.
La peligrosa proximidad de las fuerzas libertadoras obligó al gobierno a acumular grandes cantidades de tropas en Guanajay, convirtiéndolo de hecho en centro de operaciones. Fueron convertidas en cuarteles varias edificaciones, además de que existía en la villa el cuartel San Carlos de aclimatación para tropas españolas. Se construyeron además varias trincheras de piedra y 5 fortines que fueron costeados por el ayuntamiento. El día 9 de enero la Columna Invasora de Maceo cruzó por primera vez la calzada de Guanajay a Mariel.
La situación anormal creada en Guanajay por la invasión se ve reflejada en los libros de actas del ayuntamiento, que recogieron datos como el siguiente: " por haberse presentado partida insurrecta al mando de Máximo Gómez no es posible celebrar cabildo". Esta anotación corresponde al 10 de enero de 1896.
El 10 de enero pernoctó en Guanajay el General en Jefe del Ejército español Don Sabás Marín, quien se encontraba de operaciones al frente de 2 200 soldados y una batería de montaña, con el objetivo de destruir las fuerzas de Maceo, operación esta que fracasó pues el Lugarteniente general logró efectuar una exitosa campaña en Pinar del Río después de burlar reiteradamente a las numerosas tropas españolas que le perseguían.
El 30 de abril llegó a Guanajay el Capitán de la Guardia Civil Manuel Díaz Pinés, sanguinario militar, que desde su cargo de Alcalde Corregidor puso en práctica en la villa la despiadada política del General Valeriano Weyler. También a finales de abril había terminado de construirse la Trocha de Mariel a Majana, que pretendía cerrar el paso de Maceo, quien por segunda vez se encontraba en Pinar del Río. El General Juan Arolas y Esplugas, jefe de la Trocha, presidió el 4 de mayo una sesión del ayuntamiento guanajayense.
Las operaciones militares en Pinar del Río fueron encarnizadas, y en ellas murieron gran número de soldados de ambos bandos, pero fundamentalmente españoles. Los hospitales de Guanajay eran insuficientes y varias casas fueron convertidas en centros militares para atender heridos y enfermos. Según las actas del Registro Civil fallecieron en Guanajay desde el 24 de febrero de 1895 hasta el 14 de junio de 1898, 774 soldados españoles. Al hacer el análisis de esta cifra debe tenerse en cuenta que la guerra se hizo sensible en esta zona a partir del 8 de enero de 1896.
El 21 de octubre de 1896 dictó Weyler su famoso bando disponiendo la reconcentración, espantosos fueron los efectos de tal medida en Guanajay. Con el hacinamiento y el hambre hizo su aparición la viruela. Los reconcentrados movían por centenares sin que fueran bastantes para evitarlo, algunas medidas de vigencia adoptadas por el ayuntamiento, como el establecimiento de una zona de cultivo en los alrededores del pueblo.
Esta lastimosa situación se vio agravada por la furia de la represión que desató el Capitán Díaz Pinés secundado fundamentalmente por dos subordinados suyos, el cabo Esparza y Manuel Sagot, alias “Patilla”, igualmente sanguinarios. Cualquier trivial motivo, o cualquier sospecha de colaboración con los insurrectos eran suficientes para ser llevado al Cuartel General de la Guardia Civil, lo que constituía una muerte segura.
El lugar donde se cometían los asesinatos era una colina situada a unos 500 metros al oeste de la población y cercana al ya mencionado cuartel. El número exacto de crímenes nunca pudo conocerse, pero la opinión pública lo hacía ascender a unos 273. Sin embargo, al realizarse la investigación fueron hallados los restos de 90 personas enterradas en fosas comunes. Las víctimas morían a machetazos, a culatazos y a tiros. Hubo ocasiones en que una sola noche el número de víctimas llegó a 14 y todas fueron enterradas en una misma fosa.
El 27 de noviembre de 1896 el propio Valeriano Weyler llegó a Guanajay en compañía de los generales Arolas y Gascos. Iba hacia Vuelta Abajo para tratar de capturar al Lugarteniente General. Sin embargo, quedó ridiculizado pues cuando anunció oficialmente que tenía encerrado a Maceo en las lomas de San Cristóbal, este apareció al frente de numerosas tropas en los alrededores de Punta Brava, donde cayó en combate el 7 de diciembre frente a las fuerzas de teniente coronel Cirujeda, conocido en Guanajay por el frecuente recorrido de sus tropas.
Entre los mambises que formaron la pequeña tropa que rescató del campo de batalla el cadáver de Maceo, estuvo el coronel guanajayense Emilio Laurent y García, quien había combatido junto al Titán en su campaña de Pinar del Río. Allí, el propio Lugarteniente General le otorgó por sus méritos en combate los grados de coronel. Fue Laurent sin dudas el más destacado mambí guanajayense.
1897 se inició en condiciones terribles para Guanajay, cuya población había aumentado considerablemente con los campesinos reconcentrados. La epidemia de viruelas tomaba cada vez más fuerza mientras todas las fuentes de riquezas del término se habían agotado. El 30 de enero el Ayuntamiento aprobó bajo la presidencia del Gobernador Provincial, un presupuesto extraordinario de 7 500 pesos para poder atender a los gastos que ocasionaba la campaña contra la viruela.
Al finalizar la guerra tras la intervención yanqui que frustró la obtención de la independencia a los mambises que habían luchado denodadamente contra el coloniaje español en la zona de Guanajay, les tocó vivir la humillante experiencia de no poder entrar en el pueblo, para evitar posibles choques con las tropas españolas que aún no habían salido del mismo. Se les mantuvo en las fincas “San José” y “La Matilde” y solo se les permitió llegar hasta “El Pontón”, barriada de las afueras del pueblo.
La presencia de los mambises, motivó un espontáneo movimiento de la población hacia los lugares donde estos se encontraban. Se crearon comités de auxilio para dotar a aquel ejército golpeado por privaciones y miserias de lo más necesario, aunque los patriotas tenían órdenes terminantes de no pedir nada.
Las fuerzas del general Pedro Díaz entraron triunfantes y jubilosas seguidas de todo el pueblo y llegaron hasta el parque guanajayense. Siguieron luego largos días de fiesta en los que la población todo festejó la victoria sobre las huestes españolas.

### Etapa neocolonial

#### 1898-1925. Sistema neocolonial
El 1 de enero de 1899 con todos los honores protocolares fue arriada del mástil del ayuntamiento guanajayense la bandera española y sustituida por la de los Estados Unidos. Se inició así para Guanajay la etapa de la Primera Intervención Norteamericana, que sentaría las bases de la dominación neocolonial.
Por el mismo camino de hierro que llevó fuera del pueblo a los soldados coloniales, llegaron las fuerzas de ocupación, pertenecientes al Regimiento 202 de voluntarios, que habían formado parte de las legiones que combatieron en Santiago de Cuba bajo las órdenes de Teodoro Roosevelt.
Esas fuerzas se establecieron primeramente en terrenos cercanos al barrio del Pontón, más tarde en la finca "San José", y finalmente construyeron sus barracas en una colina próxima al pueblo. La presencia de los interventores en Guanajay produjo cambios en la vida de la población, en la forma de administración, y hasta en las tradicionales costumbres heredadas de España.
Los alcaldes autonomistas fueron sustituidos por integrantes del Ejército Libertador. El coronel Francisco Oberto y Zaldívar ocupó la alcaldía interinamente en sustitución del Dr. Román del Castillo. Se decretó la vacunación obligatoria y el saneamiento de las viviendas. Estas medidas, aunque no eran animadas por el interés de preservar la salud de los cubanos sino la de los interventores, resultaron beneficiosas para la población, más si se tiene en cuenta la precaria situación higiénica y de salud que la reconcentración y la viruela habían dejado.
En agosto de 1906 se produjo el alzamiento de los liberales. Guanajay fue sitiado por las fuerzas del coronel Francisco Carrillo y Vergel. Ante esta situación los policías municipales se atrincheraron en el Precinto, provistos de escopetas. Carrillo operó en el Jobo y las cercanías de Cayajabos y Mariel. A él se unieron numerosos vecinos residentes en los barrios rurales. Esta revuelta concluyó sin derramamiento de sangre, pero trajo consigo la 2.ª Ocupación Yanqui.
Al cesar la llamada Guerrita de agosto, el coronel José Gálvez (veterano de la independencia) quedó dueño de la situación en Guanajay. Los empleados públicos volvieron a sus puestos. Comenzaron a funcionar las escuelas y otros servicios. Sin embargo, los acontecimientos que tenían lugar en la capital inquietaban a la población. Pronto se conoció que alegando la incapacidad de los dirigentes políticos de la nación, y apoyándose en la Enmienda Platt, el gobierno de los Estados Unidos había decidido intervenir militarmente en Cuba por segunda vez.
Guanajay volvió a vivir con indignación la presencia de tropas yanquis acampadas en el mismo sitio que ocuparon durante la Primera Intervención. El paso de continuas caravanas militares irritaba a la población.
En el propio año 1906 llegó a Guanajay el tren eléctrico desde La Habana, cuando el ayuntamiento autorizó a la empresa "Habana Central" para que extendiera sus líneas férreas hasta el pueblo. La única objeción puesta a este contrato consistió en que los trenes de carga debían circular por la noche, y los de pasajeros, por el día. Llegó también el alumbrado eléctrico recibido con beneplácito por la población.
En 1920 se realizaron elecciones municipales. Esta vez los alcaldes fueron elegidos por un período de 2 años de acuerdo al código electoral Crowder con el objetivo de separar las elecciones generales de las municipales. Resultó reelecto Martín Mora, quien prosiguió sus planes de mejoras económicas y sociales.
En las elecciones generales de 1924 Mora obtuvo un acta de Representante a la Cámara. Renunció a la alcaldía, lo que no significó que soltara el timón de la vida política de Guanajay. Desde su puesto de representante mantuvo un control total sobre Guanajay. Durante la construcción de la Carretera Central gestionó y obtuvo que se incluyera en el trazado el paso de la carretera por el municipio para asegurar así, según sus propias palabras, la vida y el progreso comercial del pueblo, abriendo más amplios horizontes de prosperidad local.
El Machadato repercutió en Guanajay con mucha fuerza, teniendo en cuenta además que el "caudillo local" Martín Mora dominaba por entero la vida política del pueblo, y que había sido él uno de los que con su voto en la Cámara refrendó la prórroga, y se convirtió de hecho en aliado y colaborador incondicional de Machado durante todo su mandato.
Mora instauró una especie de cacería de brujas, régimen mediante el cual hacía la vida imposible a los opositores a Machado. Uno de los métodos clásicos de su grupo represivo fue el de ensuciar las casas y las puertas de las casas de sus enemigos políticos lanzándoles cartuchos llenos de heces fecales. Las autoridades locales se aprovecharon también del decreto n.º 1601 sobre la expulsión de extranjeros, utilizándolo contra los obreros zapateros polacos Fiche Sando, Cabran y Elías, quienes tenían ideas comunistas e introdujeron en Guanajay una buena cantidad de literatura marxista. Por órdenes de Mora fueron hecho prisioneros y posteriormente expulsados del país.
Al producirse la huida del tirano el pueblo se lanzó a la calle manifestando su alegría. Pero la confusión, el desorden y la falta de una dirección política que enrumbara adecuadamente el triunfo popular, determinó que se cometieran actos de desenfreno, chantajes, robos y despojos. Una avalancha humana se lanzó contra las propiedades de los hermanos Mora. El teatro Vicente Mora, obra arquitectónica notable, que había sido mandado a construir por Martín Mora, fue destruido en pocas horas. Sus casas fueron saqueadas por elementos de baja catadura moral y por algunos guanajayenses confundidos. Todas las propiedades que les fueron ocupadas les fueron posteriormente devueltas.
El machadato dejó para Guanajay igual que para el resto del país una secuela de hambre, desempleo y subdesarrollo. La economía guanajayense no superó su estancamiento. La situación de la clase obrera se agudizó, y su conciencia de clase experimentó un evidente desarrollo al calor de la lucha antimachadista, y en consecuencia con la situación de explotación que padeció durante esos años, y todos los años desde la instauración de la República Mediatizada.
Durante la lucha contra Machado sobresalieron en Guanajay las figuras de varios dirigentes obreros, pero por su importancia en la consolidación del movimiento obrero deben señalarse a: Francisco Hernández Guijarro (Panchito Guitarra) y a Luis Martínez, quienes sin dudas resultaron elementos decisivos en el gran salto que experimentó ese movimiento en el municipio a finales de la década de los años 30.
Aún antes de surgir en Guanajay el primer partido marxista, esa influencia llegaba a través de los luchadores de La Habana que constantemente visitaban Guanajay. Entre esos compañeros pueden citarse a uno conocido como Tobita, a Faustino de la Barrera y a la compañera María Luisa Soler.
En Guanajay existía un numeroso grupo de afiliados a la Organización Auténtica que lideraba Grau San Martín. Al frente de esa organización estaba Félix Izquierdo y entre sus miembros Gustavo Herrera, Julián Casanova, Luis Martínez y Jesús Peralta. Pero bien pronto se decepcionaron de las promesas de Grau de hacer una Revolución y traer armas del extranjero. Toda la mentira y la politiquería quedaron claras para ellos y decidieron separarse de esa organización. Transcurrirían los meses finales de 1936.
El 13 de septiembre de 1937 el Partido Unión Revolucionaria Comunista fue legalizado. De esta forma los comunistas guanajayenses, definitivamente unidos, iniciaron una batalla larga y difícil en aras de las reivindicaciones obreras y campesinas.
En mayo de 1951 Chibás visitó Guanajay, lo que provocó una de las mayores concentraciones populares que se recuerdan en la población. Miles de simpatizantes lo vitorearon con entusiasmo. Poco tiempo después, al producirse su deceso el 16 de agosto del propio 1951, el pueblo guanajayense lloró su muerte. La actividad ortodoxa no decayó con la desaparición física de su líder; en Guanajay el Partido ganó en organización y antes de finalizar el 1951 se organizó una acción de repudio contra el dirigente del Partido Auténtico Antonio de Varona, que se encontraba inmerso en su campaña política.
Desde los balcones del restaurante "El Niágara" le fueron lanzados manojos de hierba, y fueron colocados dos enormes herraduras y un cartel que decía: " Tony Mulo". Esta acción fue organizada y dirigida por Ángel Eros (presidente de la Juventud Ortodoxa), Heriberto Valdés y José Cuenca, quien fue detenido y conducido al cuartel.
La política tradicional por su parte, comenzó sus rejuegos desde finales de 1951 con vistas a las elecciones que debían realizarse en junio de 1952. "La Chispa" se hizo eco en los resultados de las afiliaciones el 31 de octubre de 1951, y el 10 de octubre se daba a conocer la composición de los respectivos ejecutivos municipales de los distintos partidos, con excepción del ortodoxo, que ese día 10 aún no había decidido su composición.
Como se conoce esas elecciones no llegaron a efectuarse, porque el 10 de marzo de 1952 se produjo auspiciado por el imperialismo yanqui y protagonizado por Batista un golpe militar que sumió al país en la más cruenta de las tiranías.

### Etapa 1959-Actualidad
A partir de 1959 Fidel Castro Ruz toma posesión del poder lo que trajo consigo cambios radicales en todo el decursar de la vida económica social y política del país incluido Guanajay.
En Guanajay, municipio que participó activamente en la lucha anti-batistiana, y que inscribió con la sangre de algunos de sus mejores hijos su nombre en la Historia de Cuba, después del triunfo revolucionario  se transformaron todas las anteriores estructuras políticas del  régimen ya derrotado.
No deben dejar de mencionarse 2 barrios insalubres, el de La Caridad (barrio de las yaguas) con 89 bohíos y otro caserío compuesto por 21 chozas en los alrededores del cementerio municipal. El pequeño hospital existente (San Rafael) recibía un exiguo presupuesto estatal que apenas cubría los gastos más elementales. No poseía personal, ni instrumental médico suficiente, no existían historia clínicas y con sólo 62 camas no podía ofrecer servicios eficaces. La mortalidad infantil estaba entre las 59 y 67 muertos por cada mil nacidos vivos.
Las tierras de Guanajay estaban destinadas en su casi totalidad al cultivo de la caña. Aunque los pequeños agricultores eran numerosos, debemos señalar que la inmensa mayoría de las tierras eran propiedad de 3 grandes latifundios. El mayor de ellos estaba representado por Manuel Aspuru figura principal del Central Toledo (hoy Manuel Martínez Prieto) que poseía 5 colonias cañeras (Noroña, Villegas, Mendive, Lima y San Dimas) Los dos restantes latifundistas eran Gustavo Inda propietario de la finca San Gabiel, cuya caña era molida en el propio central Toledo, y Florentino Martínez propietario de la finca San Francisco que tributaba su producción cañera al antiguo central Pilar (hoy Eduardo García Lavandero).
En el plano ideológico la situación se presentó favorable durante los primeros meses de Revolución, pues la participación guanajayense en la lucha contra Batista fue grande . Sin embargo, y al igual que ocurrió en el resto del país, las medidas radicales que fue tomado la nueva dirección del país y las leyes que fueron promulgadas, pusieron de manifiesto las diferencias ideológicas. Así desde el propio 1960 en Guanajay surgieron grupos de oposición como los de la Rebelión del Escambray  que se oponían a la actual Revolución Cubana , cuyo fin era el de acabar con el poder instaurado.
A pesar de toda esa lucha ideológica y en medio de ella el proceso revolucionario siguió adelante .Desde el mismo año 1959 antes de ser promulgada la ley de Reforma Urbana surgió la necesidad de crear una comisión que se encargara de atender los más urgentes problemas de viviendas en la localidad. La misma tuvo como jefe a Lucilo Victores Rodríguez y como miembros a Adolfo Martínez Álvarez, Pedro González Montero, Antonio Rodríguez y a María Teresa Pedroso (Chiquitica).
Entre los trabajadores más necesitados se inició la distribución de las casa abandonadas por las familias que se iban del país, vendiéndose también a los trabajadores según sus necesidades otros objetos de esas casas, tales como juegos de sala, de cuarto etc. el precio de esos artículos era fijado por la comisión, y su pago se hacía al 10% del salario del trabajador que lo adquiriese. Las primeras viviendas construidas por la Revolución en Guanajay fueron 56 y formaron parte de 7 edificios que se construyeron en el reparto San Francisco. Se edificaron además un total de 86 casas a través del INAV.
El 14 de octubre de 1960 se promulgó la ley de Reforma Urbana, que daba derecho a cada familia cubana a poseer una vivienda decorosa. Esta ley dio término en Cuba al rejuego de los especuladores que habían desnaturalizado sin escrúpulo alguno la función social que debe cumplir la inversión en viviendas, y convirtió en propietario de sus viviendas a los que las ocupaban como arrendatarios.
Se creó en Guanajay una oficina perteneciente al Consejo superior de la Reforma Urbana, mediante la cual los inquilinos informaban en una declaración jurada todo lo referente a la vivienda que ocupaban y el alquiler que pagaban por ella. Se verificaba además con los dueños, a quienes se exigía la presentación de las propiedades de las viviendas que alquilaban.
En la segunda mitad de 1962 se creó la Oficina Municipal de Reforma Urbana PR-3 que se encargaba de todas las cuestiones legales y financieras concernientes a la vivienda. A partir del surgimiento de esta oficina se instrumentó definitivamente la ley de Reforma Urbana en Guanajay. La misma radicó en la calle Aramburu n.º 48 e/ Céspedes y Máximo Gómez y su primer jefe fue Ramón Rodríguez Herrera. El responsable de finanzas fue José Guerra González y las oficinistas fueron María Teresa Pedroso y Norma Vázquez.
Al producirse la huida de Batista, el Ejército Rebelde tomó el mando del país. A Guanajay llegó la columna que había combatido en la Cordillera de los Órganos y que pertenecía a la fuerza rebelde que dirigía el comandante Dermidio Escalona.
Al frente de esa columna estaba Rogelio Payret Silvera (comandante Claudio). Como segundo jefe René Somoano Calle (capitán El Gallego), y componían además la jefatura los tenientes Rito Gómez e Irineo Crespo. La jefatura del Ejército Rebelde radicó en los primeros meses en el antiguo cuartel de la tiranía. Entre las primeras tareas que desplegó el Ejército Rebelde en el territorio, estuvo la organización de la defensa y la creación de otros organismos que perfeccionaron el sistema de vigilancia y protección de los intereses del pueblo y su Revolución. De esta forma, surgieron de las filas de los combatientes rebeldes los fundadores de la Policía Nacional Revolucionaria en Guanajay.
La policía (PNR) se creó entre los meses de febrero y marzo. Se escogieron entre los combatientes a 18 o 20 para integrar sus filas. El comandante José Ponce Díaz, que fue el primer jefe de la PNR en la provincia de Pinar del Río, fue el organizador de este cuerpo en Guanajay.
Entre los fundadores de la AJR en Guanajay pueden mencionarse a los compañeros Lázaro Méndez, Raúl Quesada, Ma. Elena Provedo, Mercedes Velautigoutia, Gregorio y Bernardo Rodríguez, Robert Nelson Cordero y Eduardo Vidal.
Al hablar de lucha contra bandidos no puede dejar de mencionarse que se mantuvo un régimen represivo que dividió familias en toda Cuba incluyendo a Guanajay.

## Himno del municipio Himno a Guanajay
No sé qué encanto tienes pueblo mío,

Que embelesas a todo el que se asoma; 

No sé si es la gracia de tu loma, 

O el murmullo infinito de tu río.

Guanajay, de tu historia le cantamos, 

Al pasado glorioso que se aleja, 

A la patria le diste a Ismael Cejas, 

A la escuela le diste a Valdés Ramos. 

Diste a las letras hombres eminentes, 

Los que en prosa y verso te cantaron, 

Para ti un día conquistaron, 

El renombre de Atenas de Occidente. 

Aramburu, escritor y periodista, 

Y Silveira, el cantor duele y sencillo, 

Forma<n unidos inmortal tresillo, 

Con Betancourt el fino costumbrista 

¡Gloria a Guanajay! 

Letra: Américo Navarro.
Música: Guillermo Quintero.

## Mártires de la Revolución Cubana
•José Victoriano Betancourt

•Ismael Cejas Valdés 

•José Ramón Martínez Álvarez 

•José Francisco Costa Velásquez 

•Alfredo Corcho Cinta 

•Miguel Antonio Ravelo 

•Evelio Prieto Guillaume 

•Pedro Julio Esperón Álvarez 

•Eduardo Panizo Busto 

•Orlando Nodarse Verde 

•Alberto Montesino Valdés 

## Personalidades destacadas
•Carlos Baliño y López, fundador del Partido Revolucionario Cubano (PRC) y del Primer Partido Comunista de Cuba (PCC). 

•Emilio Laurent y García. Teniente coronel en las guerras independentistas.

•María Teresa Vera. Célebre cantante y compositora de música tradicional cubana. 

•Margarita Díaz González. Destacada creadora musical. 

•José Cornelio Díaz Castro. Destacado educador. 

•Dr. Francisco Valdés Ramos. Destacado educador. 

•María Lucila del Pilar Vázquez Álvarez. Destacado educadora. 

•Vicente Silveira y Arjona. Poeta. 

•Agustín Heras y Montero. Poeta. 

•Joaquín Nicolás Aramburu. Escritor. 

•José María Valdés Díaz. Periodista 

•Narciso Sánchez García. Historiador. 

## Características

### Flora
Por estar situado en un área montañosa y en un área rural, la vegetación es rica en especies, como principal figura se ve en los campos la Palma Real, también se encuentran; ceibas, mango, aguacate y la caña de azúcar ya este municipio por muchos años ha sido cultivador de la misma, actualmente se puede encontrar muchas variedades, ya que los agricultores han modificado la siembra para un mayor aporte a modo de satisfacer las necesidades del pueblo.

### Fauna
Entre las especies de animales se encuentran principalmente los gorriones, que debido a las edificaciones han propiciado un hábitat en el cual se reproducen en grandes cantidades. Por ser un municipio donde se realiza el cultivo y la siembra se propicia la cría bovina, equina, porcina y el ganado vacuno.
De esta misma forma y por la mano del hombre, ya que lo ha hecho un deporte, hay muchas variedades de palomas como la mensajera, el buchón, la paloma calzetona y el llamado palomo sato.
Entre otras especies salvajes podemos mencionar la paloma de rabiche, la paloma torcaza o paloma cuello morado, la tojosa, garza blanca, etc. Se cuenta con gran variedad de especies principalmente en las áreas más alejadas, y montañosas, el cartacuba o pedorrea, el tocororo, el zorzal, el arriero, el totí y el judío.
Otras especies en el municipio de gran significación son los murciélagos que las construcciones antiguas han contribuido a que se reproduzcan en grandes cantidades, así como los moluscos y las golondrinas que aparecen, anidan y se marchan para regresar el próximo año aunque algunas deciden quedarse por tiempo indefinido.

### Aguas
Su principal río es el Capellanía. Entre los arroyos se encuentran El Riverón, El Jíbaro y El Canto

### Desarrollo Económico-Social
El Municipio se caracteriza por ser agrícola-industrial. El Municipio de Guanajay tiene una extensión de 110,2 km² con una población total de 28338 habitantes, para una densidad de 257.15 hab/km². Posee características heterogéneas por la mezcla de razas desde su fundación hasta la actualidad y se encuentran distribuidas en dos zonas: urbana y rural.

## Cultura
Guanajay cuenta con dos teatros el Vicente Mora y el María Teresa Vera

### Tradiciones y celebraciones del municipio
•Santo patronal según ritual católico San Hilarión: San Hilarión Abad nació cerca de la ciudad de Gasa Palestina en el año 291 de la era cristiana y murió en la isla de Chipre el año 376. Fue designado como patrono de la iglesia católica de Guanajay en el año 1688, por el obispo de Cuba Avelino de Compostela, fecha en que se creó la misma. Desde esa fecha se ha celebrado su patrocinio el día 21 de octubre con gran esplendor y ha sido siempre motivo para visitar el pueblo de Guanajay por todos los nacidos en él. 

•Día del guanajayense Ausente. Durante ese día decenas de guanajayenses que por diferentes razones ya no viven en el municipio, se reúnen en alguna parte de ciudad habana y viajan de manera organizada a su tierra natal en este caso guanajay, allí disfrutan de diferentes actividades preparadas por la dirección del municipio y en memoria a todas aquellas personalidades que vivieron es esta tierra. 

•Estampas de Guanajay: Cabe señalar que la celebración de esta actividad se viene realizando desde 1950 y surge precisamente como conmemoración a los 300 años de haberse fundado la Villa de Guanajay. Esta actividad cultural surge como una representación teatral donde fueron incorporadas estampas de la villa y desde entonces ha venido siendo una especie de camino histórico. La primera presentación de Las Estampas de Guanajay fue el 4 de diciembre de 1950 en el Teatro Vicente Mora de la localidad. Su director y autor fue Enrique Díaz Ortega con la colaboración directa de Rafael Loza Díaz. Esta actividad sociocultural ha mostrado desde entonces de una manera muy amena y en forma de obra teatral representada por niños principalmente los momentos más significativos de la historia de Guanajay, para ello durante todo el año se prepara dicha actividad apoyada por las direcciones municipales de Cultura y Educación.

### Artistas de la Plástica
•Ramón Rodríguez. Graduado en Dibujo Publicitario en la Académica Interamericana, de Dibujo y Pintura en San Alejandro.

•Colectivo de plásticos adultos con 43 integrantes y un colectivo de artesanos con 30

### Danza
•Proyecto Comunitario “Papo y su estilo propio”

•Comparsa Infantil “Rayitos de Guanajay” 

•Grupo Folklórico Obbaniwe 

•Grupo Folklórico (del centro penitenciario) 

-Proyecto Comunitario Todo Mezclado

### Música-Teatro Infantil
•Estrella y Fantasía 

•Silmarils 

•Coro Infantil “Voces Nacientes” 

### Teatro
•Arna (Grupo Juvenil).

### Música
•Solistas 27 

•Formato Vocal 

•Dos Dúos de Reggaeton 

•Conexión a Full 

•Samuel y Yavay 

•Trío tradicional 

•Firmeza (del centro penitenciario) 

## Educación

### Círculos Infantiles
•José Francisco Costa Velásquez 

•Zapatitos de Rosas 

### Escuelas primarias Rurales
•Pedro Julio 

•Mercedes Martín 

•Rubén Bravo 

•José Francisco Costa Velásquez

•Ramón López, 

### Urbanas
•María Cristina Aguilar 

•Carlos Baliño, Amistad Cubano Chilena 

•José Martí, República de Indonesia 

•Raúl Cepero Bonilla 

•José Ramón Martínez 

### Educación especial
•Paquito González

### Escuelas secundarias básicas
•Orlando Nodarse Verde 

•José de la Luz y Caballero 

### Otras Enseñanzas
•IPOL “Mártires de Guanajay" 

•Escuela de oficios Eduardo Panizo 

•Escuela para adultos 

## Personalidades del deporte
•Raúl Carballo Cruz, Ciclismo. 

•Yunier Alonso Hernández. Ciclismo. 

•Yadier Sánchez Lemus. Béisbol. 

•José A García Sánchez. Béisbol. 

•Osvaldo Palmer Henández. Béisbol. 

•Jorge L Machado Caster. Béisbol. 

•Vladimir Núñez Zarabaza . Béisbol. 

•Yadier Escalona Corrales. Football. 

•Yurianny López Zumeta. Volleyball 

•Enrique Marrero. Atletismo. 

•Fidel Artego Rivero. ACLIFIN. Baloncesto o Atletismo. 

•Héctor Rodríguez Torres. Judo. 

•Tomás Cruz. Judo. 

•Carlos Manuel Borrego Lazo. Judo. 

•Roberto Castillo García. Tiro. 

•Saimi Graveran Hernández. Arco. 

•Eliezer Galiaña. Boxeo. 

•Pedro Luis Sandoval Martínez. Boxeo. 

•Mario A Pérez Díaz. Esgrima. 

•Reinier Tartigo Primelles. Remo. 

•Yunier Fernández Izquierdo. Tenis. 

•Abel Ortiz García. Patinaje.

## Iglesias (Lugares de culto)
•Templo Evangélico: Templo de la Biblia Abierta, en Guanajay. Inaugurado en el año 1953

### Anterior a remodelación
•Iglesia Bautista 

•Iglesia Católica

## Servicios Comunitarios
•Heladería Coopelia 

•Pizzería El Faisán. 

•Restaurante El Niágara.

### Cafeterías
•El Chino 

•El Gallego 

•El Viajante 

•El Vijilio 

•El Guamá 

•Las Brisas 

•Las Delicias

### Tiendas
•Tienda TRD Casa Verde. 

•Quiosco El Jardín 

•Tiendas Panamericanas La Moda. 

•Tres panaderías y una dulcería
- La Elegante de Basilio Alonso y José Anillo en Marti #11 frente al parque. Fundada en 1935.

## Galería

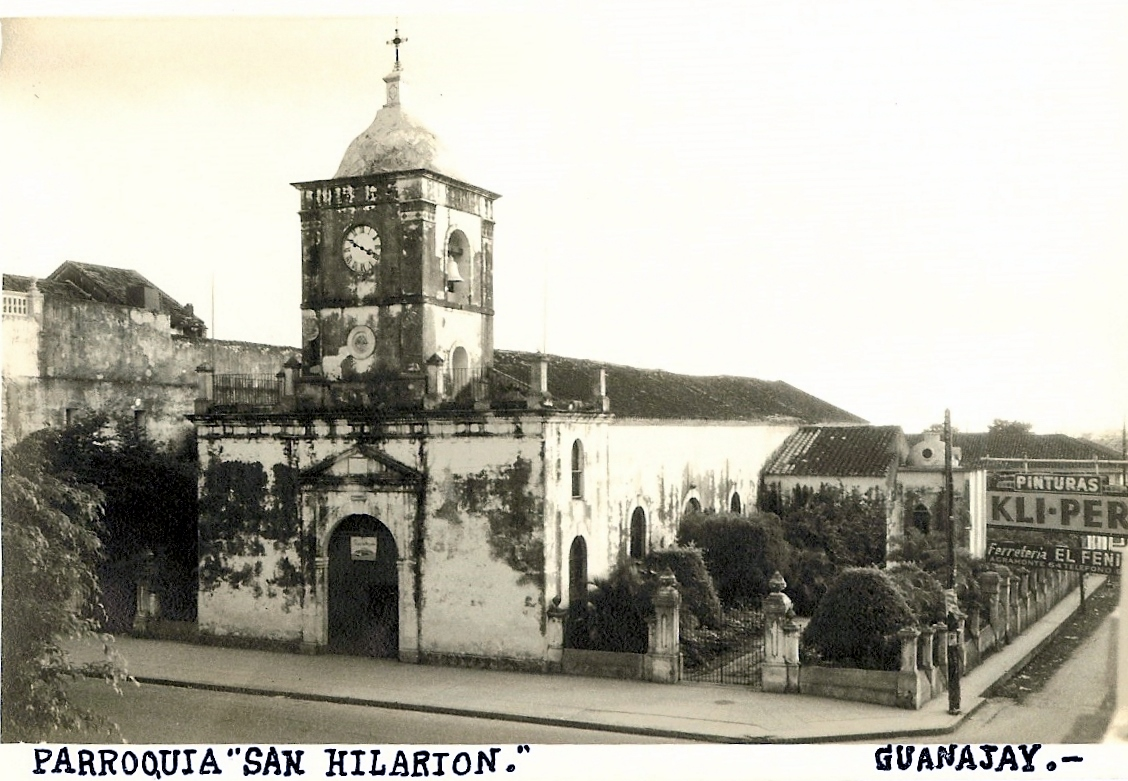
La Parroquia de San Hilarión c. 1930
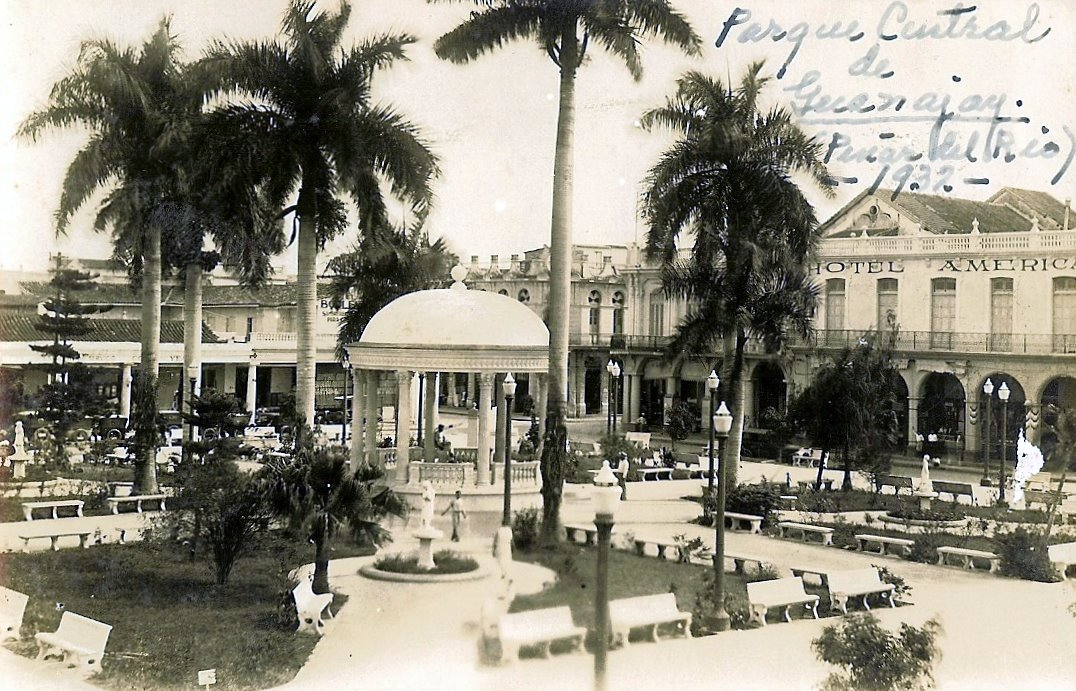
Parque Central de Guanajay en 1932

## Hermanamiento
- Axtla de Terrazas (2003)[8]